# Odontobracon nigriceps
Odontobracon nigriceps är en stekelart som beskrevs av Cameron 1887. Odontobracon nigriceps ingår i släktet Odontobracon och familjen bracksteklar. Inga underarter finns listade i Catalogue of Life.